# Martigues

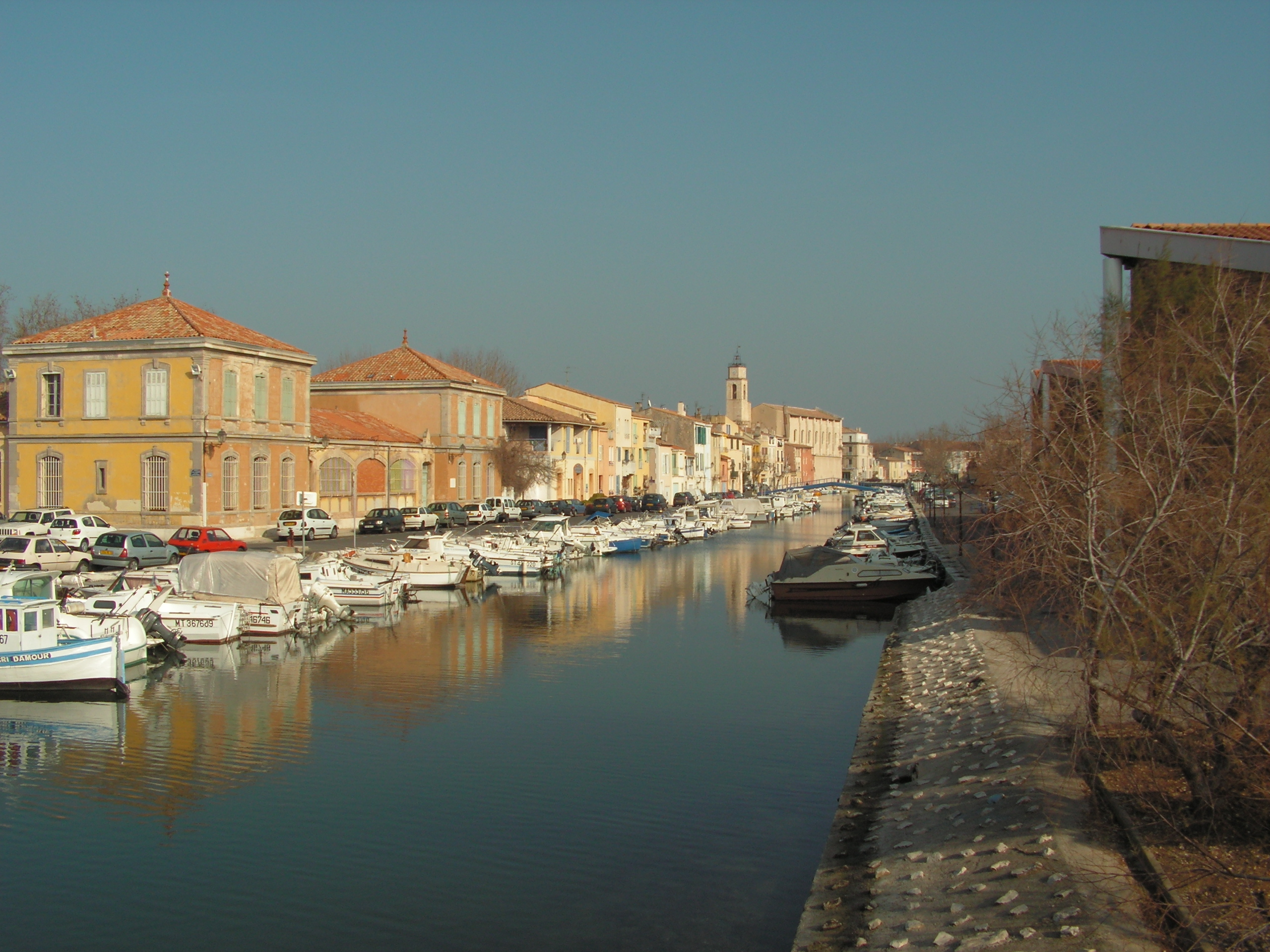
Orașul Martigues

Martigues (occitană Lo Martegue) este un oraș în Franța, în departamentul Bouches-du-Rhône, în regiunea Provence-Alpi-Coasta de Azur. Martigues este un oras mic, dar frumos de vizitat. In Martigues locuiesc, pe langa francezi, arabi si negri. 
La opt kilometri de centrul orasului se afla plaja Couronne. 

## Personalități marcante
- Charles Maurras (1868 - 1952), teoretician al mișcării Action française;
- Éric Bernard (n. 1964), pilot de curse;
- Armelle Deutsch (n. 1979), actriță;
- Maurice Dalé (n. 1985), fotbalist (care a jucat și la FC Unirea Urziceni);
- André-Pierre Gignac (n. 1985), fotbalist.

1. ↑  répertoire géographique des communes, accesat în 26 octombrie 2015
2. ↑  Q133878296, 2016
3. ↑  dataset of postal codes in France, 1 octombrie 2018